# 乔尔杰·拉夫尔尼奇
乔尔杰·拉夫尔尼奇（羅馬化：Đorđe Lavrnić，1946年6月6日—2010年11月27日），南斯拉夫男子手球运动员。他曾代表南斯拉夫国家队参加1972年夏季奥林匹克运动会手球比赛，获得一枚金牌。